# Felix Huch
Felix Huch (ur. 6 września 1880 w Brunszwiku, zm. 6 lipca 1952 w Tutzing) – niemiecki pisarz.
Wnuk Friedricha Gerstäckera, brat Friedricha Hucha, krewny Ricardy Huch i Rudolfa Hucha. Z wykształcenia lekarz, syn notariusza w Dreźnie.
Pisał głównie powieści biograficzne, poświęcone postaciom znanych muzyków: Beethovenowi i Mozartowi.